# Carrier (entreprise)
Pour les articles homonymes, voir Carrier (homonymie).
Carrier Global Corporation est une société internationale cotée à la bourse de New-York , spécialisée dans les équipements d'air climatisé. Elle porte le nom de l'ingénieur Willis Haviland Carrier, considéré comme l'inventeur de la climatisation. Carrier Corporation est le numéro un mondial de la climatisation, avec plus de 4 millions d’unités vendues par an, assemblées dans plus de 40 usines de production, installées et entretenues sur cinq continents.

## Histoire

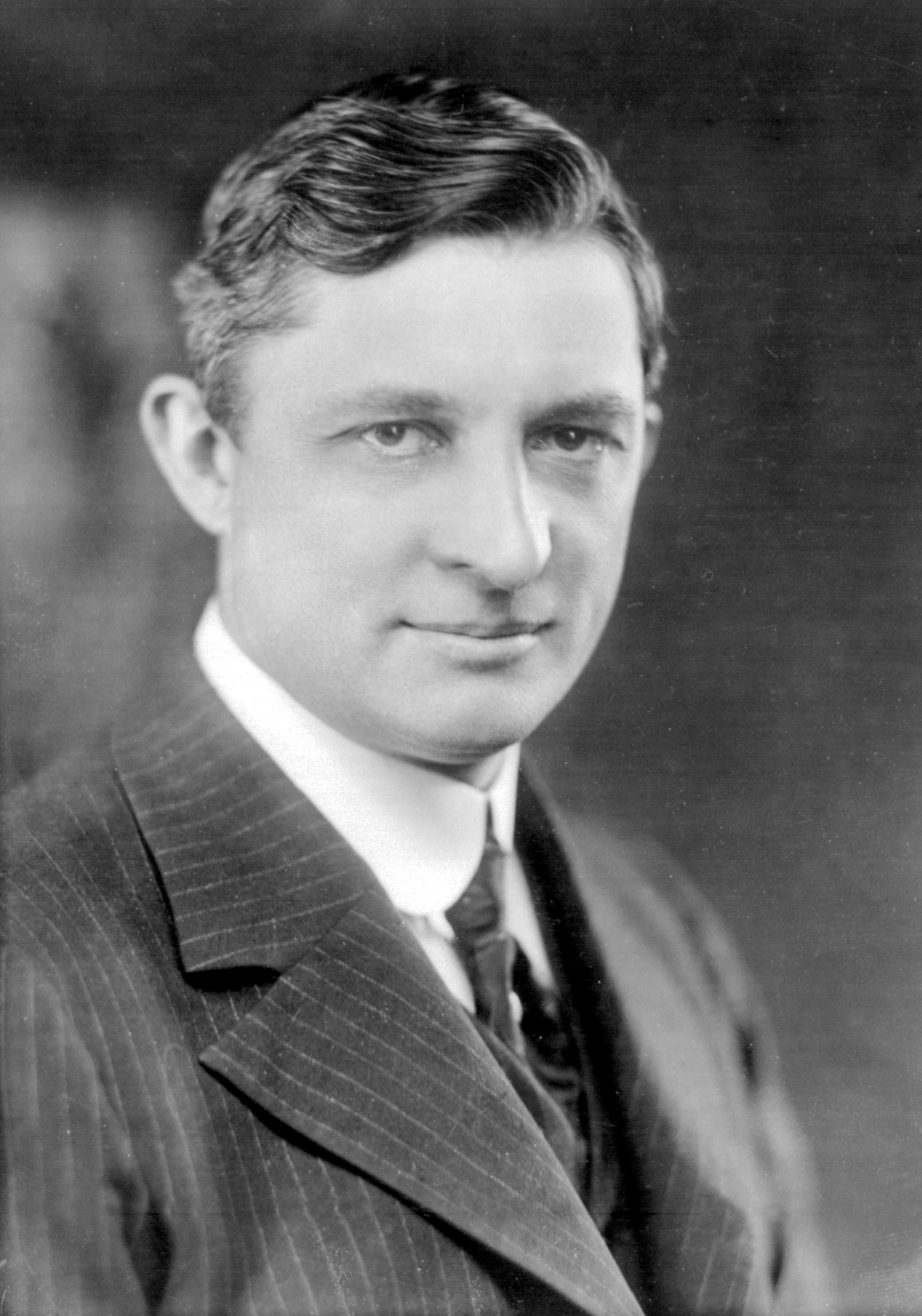
Willis Haviland Carrier

C’est en 1902 que le Dr Willis H. Carrier invente et fabrique le tout premier climatiseur moderne au monde.
En décembre 2020, Carrier annonce la vente de sa participation de 29,6 % dans l'entreprise suédoise Beijer Ref pour 1,1 milliard de dollars au fonds d'investissement EQT,.
En juillet 2021, Carrier annonce la vente de sa filiale Chubb Fire & Security à APi Group pour 2,9 milliards de dollars.
En avril 2023, Viessmann, entreprise allemande, spécialiste du chauffage et leader dans son pays de la pompe à chaleur, annonce vendre 85 % de son activité à Carrier, notamment l'activité pompe à chaleur, pour 12 milliards d'euros,,. Paradoxalement, c'est l'accélération favorisée par le gouvernement allemand de la transition vers des énergies non fossiles pour le chauffage qui amène Viessmann à prendre cette décision : à partir de 2024, aucun nouveau chauffage au gaz ou au fioul ne pourra plus être installé en Allemagne, et d’ici à 2030, il est estimé que 500 000 pompes à chaleur s'installeront chaque année dans les bâtiments allemands, subventionnées avec des aides étatiques. Mais Viessmann, qui a déjà connu une hausse de 19 % de son chiffre d'affaires en 2022, s'estime incapable de répondre à cette explosion de la demande et a cherché à s'adosser à un partenaire pour ne pas laisser un boulevard à ses concurrents asiatiques tels que Daikin ou LG Group.
En décembre 2023, Carrier annonce la vente de ses activités dans la sécurité notamment dans la serrurerie, qui réprésentait 17 % de son activité, à Honeywell pour 4,95 milliards de dollars. Le même mois, Carrier annonce la vente de sa filiale de réfrigération industrielle et commerciale, qui représentait près de 20 % de son activité, à Haier pour 775 millions de dollars
En mars 2024, Carrier annonce la vente de sa filiale de sécurité incendie, consacrée à l'industrie, à un fonds d'investissement pour 1,43 milliard de dollars. En août 2024, Carrier annonce la vente de se filiale de sécurité incendie, consacrée au commerce et à l'habitat, à un autre fonds d'investissement pour 3 milliards de dollars.

## En France
En France, Carrier possède plusieurs sites de production : Montluel et Culoz dans l'Ain, Aubagne dans les Bouches-du-Rhône et Franqueville-Saint-Pierre en Seine-Maritime (un laboratoire de R&D est présent sur ce site).
L'entreprise annonce en avril 2018 la fermeture du site de Romorantin pour juillet. Ce site compte 90 salariés et produit des vitrines réfrigérées.